# Sytuacja prawna homeopatii
Sytuacja prawna homeopatii w wybranych państwach.

## Europa
- Unia Europejska – sytuacja prawna preparatów homeopatycznych dla ludzi i zwierząt jest regulowana na terenie wszystkich krajów wspólnoty dwiema dyrektywami Unii Europejskiej z 1 stycznia 1994, przy czym każde państwo członkowskie ma prawo decydowania o ograniczeniu uprawiania medycyny do dyplomowanych lekarzy uniwersyteckich[1]:
  - Austria – zawodowi lekarze mogą stosować na własną odpowiedzialność preparaty homeopatyczne w leczeniu pacjentów; w Austrii znajduje się jedna akademia medycyny holistycznej, a konsultacje homeopatyczne są udzielane w 5 alopatycznych szpitalach wiedeńskich i jednym w Klagenfurt am Wörthersee; podyplomowe trzyletnie studia homeopatyczne dla lekarzy uznane przez Medical Society of Austria; preparaty homeopatyczne są generalnie refundowane.
  - Belgia – preparaty homeopatyczne są ordynowane głównie przez lekarzy rodzinnych (1 na 4 stosuje w swojej praktyce terapie alternatywne) i fizjoterapeutów; mogą też być ordynowane przez zarejestrowanych terapeutów nie-lekarzy pod warunkiem spełnienia wymogów prawnych; homeopatia nie jest wykładana w szkołach medycznych; wydział homeopatii oferuje kursy dokształcające dla lekarzy, chirurgów, dentystów, farmaceutów i weterynarzy; refundacja częściowa lub brak refundacji w zależności od ubezpieczalni.
  - Dania – dyplomowani lekarze nie są prawnie ograniczeni w doborze terapii dla pacjenta.
  - Francja – z 6,2% lekarzy, którzy stosują przynajmniej jedną terapię alternatywną w swojej praktyce, 20% przepisuje preparaty homeopatyczne (dane z 1993); nauczanie medycyny alternatywnej dla lekarzy jest dozwolone; oficjalnie uznawany jest jedynie dyplom z homeopatii wydany przez Departament Medycyny Naturalnej uniwersytetu w Bobigny; wcześniej ubezpieczalnie społeczne refundowały preparaty homeopatyczne pod warunkiem, że zostały przepisane przez dyplomowanego lekarz, obecnie ubezpieczenie zdrowotne nie pokrywa żadnych kosztów związanych z homeopatią.
  - Hiszpania – wiele uniwersytetów oferuje kursy homeopatyczne dla lekarzy; dwa szpitale publiczne oferują leczenie homeopatyczne pacjentom; leki nie są refundowane przez państwową ubezpieczalnię.
  - Holandia – według badania opinii publicznej 80% Holendrów opowiedziało się za wolnością wyboru formy leczenia i za uznaniem terapii alternatywnych przez organy refundujące koszty, z czego 60% respondentów zgadza się na wzrost premii, aby pokryć te dodatkowe koszty; konsultacja udzielona przez lekarza-homeopatę lub zarejestrowanego homeopatę nie-lekarza oraz przepisane preparaty homeopatyczne są refundowane do określonej kwoty maksymalnej/rok.
  - Luksemburg – leczenie, diagnozowanie i prewencja chorób mogą być wykonywane jedynie przez zawodowych lekarzy; wydział medyczny, w przeciwieństwie do członków parlamentu, jest nieprzychylny praktykowaniu medycyny alternatywnej; homeopatia jest refundowana do maksymalnie 80% kosztów jako jedyna metoda leczenia alternatywnego.
  - Łotwa – homeopatia jest praktykowana głównie przez lekarzy uniwersyteckich; homeopatia ma ten sam status specjalności klinicznej, co inne medyczne specjalności alopatyczne; refundowane są koszty leczenia homeopatycznego zaordynowanego przez dyplomowanego lekarza.
  - Niemcy – wszyscy lekarze licencjonowani oraz zarejestrowani nie-lekarze (Heilpraktiker) mogą stosować terapie alternatywne u pacjentów; około 3/4 lekarzy-praktyków stosuje alternatywne formy leczenia pacjentów; tytuł "lekarz-homeopata" jest prawnie zastrzeżony i możne zostać przyznany po ukończeniu 3-letniego programu nauczania; studia homeopatyczne oferują fakultety medyczne w Berlinie, Düsseldorfie, Hanowerze, Heidelbergu i Freibergu; preparaty homeopatyczne są z reguły refundowane, gdy zostaną spełnione pewne kryteria.
  - Polska – preparaty homeopatyczne dostępne są w handlu jako „produkty lecznicze homeopatyczne”[2]. Powinny one być wytworzone w sposób zgodny z Farmakopeą Europejską lub innymi oficjalnie uznanymi farmakopeami[2]. Nie wymagają udowodnienia ich skuteczności leczniczej[3] i nie podlegają procedurze dopuszczenia do obrotu obowiązującego dla zwykłych produktów leczniczych[4]. Taki stan prawny budzi zastrzeżenia Naczelnej Rady Lekarskiej, wyrażone w kilku opiniach opublikowanych w XXI w.[5] Prezydium NRL uważa nazwanie w ustawie preparatów homeopatycznych „produktami leczniczymi" za wprowadzanie pacjenta w błąd i zaapelowało do lekarzy i lekarzy dentystów o niestosowanie metod homeopatycznych[5], uznając je za bezwartościowe[5] i łamiące zasady etyki lekarskiej[6].
  - Szwecja – preparaty homeopatyczne są zalegalizowane.
  - Węgry – tylko dyplomowani lekarze medycyny mogą stosować u pacjentów preparaty homeopatyczne; w 1977 homeopatia została uznana przez rząd za terapię medyczną, ale nie powstał oficjalny program nauczania i zdawania egzaminów.
  - Wielka Brytania – homeopatia została uznana przez rząd w 1950 w Faculty of Homeopathy Act. W 2018 roku brytyjski odpowiednik NFZ zakończył finansowanie leczenia szpitalnego przy pomocy preparatów homeopatycznych[7][8][9]; preparaty homeopatyczne są dostępne w aptekach; ubezpieczalnia społeczna nie zwraca kosztów "leczenia" homeopatycznego; niektóre ubezpieczalnie prywatne pokrywają koszty leczenia homeopatycznego przepisanego przez dyplomowanego lekarza.
  - Włochy – 5,25% populacji stosuje preparaty homeopatyczne; tylko zarejestrowani lekarze-alopaci mogą praktykować medycynę alternatywną; nauczanie metod leczenia alternatywnego na poziomie akademickim nie jest oficjalnie uznawane; rejestrację i sprzedaż preparatów homeopatycznych reguluje ustawa z 17 marca 1995; ewentualna refundacja zależy od regionu.

- Pozostałe kraje Europy:
  - Rosja – od 1995 zostało dozwolone stosowanie homeopatii w szpitalach i klinikach; homeopatia została uznana za specjalizację podyplomową dla lekarzy w Rosyjskiej Akademii Medycznej[1]. W roku 2017  Komisja do walki z pseudonauką i fałszowaniem badań naukowych Rosyjskiej Akademii Nauk uznała homeopatię za pseudonaukę i zaproponowała wprowadzenie wymogu informowania na opakowaniach, że preparaty te nie mają żadnego potwierdzonego działania terapeutycznego[10].
  - Szwajcaria – każdy, kto został prawnie dopuszczony do udzielania opieki medycznej, możne oferować leczenie homeopatyczne według standardów Good Medical Practice; od 1998 homeopatia została uznana za podspecjalizację medyczną; od 2000 roku lekarze uniwersyteccy mogą wybrać homeopatię jako specjalizację; leki są częściowo refundowane[1].
  - Ukraina – preparaty homeopatyczne są uznane przez Ministerstwo Zdrowia; leki nie są refundowane[1].

## Ameryka Północna
- Kanada – edukacja homeopatyczna jest dostępna wyłącznie w szkołach prywatnych; sytuacja prawna zależy od prowincji, np. w Quebecu homeopatia nie jest uznawana za profesje medyczną, w Ontario tytuł homeopaty jest zastrzeżony dla absolwentów College of Homeopaths of Ontario, w Manitobie prawo medyczne uznaje jej stosowanie przez lekarzy konwencjonalnych[11].
- Meksyk – od 1996 homeopatia jest uznana za specjalność medyczną i regulowana prawnie[1].
- Stany Zjednoczone – preparaty homeopatyczne są dozwolone przez Agencję Żywności i Leków (FDA), a ich produkcja przebiega według ściśle sprecyzowanych norm[1]. Od roku 1988 na opakowaniach preparatów homeopatycznych wymagane jest podanie, że zamieszczone informacje nie są potwierdzone przez FDA. W roku 2016 wprowadzono obowiązek informowania, że preparaty te nie mają żadnego potwierdzonego działania terapeutycznego[12]. W opublikowanym w 1996 raporcie Zrzeszenie Lekarzy Amerykańskich (The American Medical Association AMA) stwierdza, że większość specyfików homeopatycznych nie jest szkodliwa, ale nie zauważono też ich skuteczności leczniczej[13]. AMA dopuszcza stosowanie takich substancji pod warunkiem, że nie jest to sprzeczne z innymi jej zaleceniami oraz, w przypadku podawania leków – zaleceniami FDA, np. niepodawania w żadnej formie alkoholu dzieciom[14].

## Azja[1]
- Indie – homeopatia stanowi integralną część w narodowym systemie opieki zdrowotnej; istnieją państwowe ośrodki leczenia tradycyjną medycyną indyjską oraz homeopatią, natomiast na trudności napotyka łączenie leczenia tradycyjnego i homeopatycznego z medycyną zachodnią w szpitalach alopatycznych; specjalne organa państwowe czuwają nad edukacją i poziomem usług homeopatycznych oraz jakością leków; Narodowy Instytut Homeopatii, założony w Kalkucie w 1975, umożliwia uzyskanie tytułu bachelor i MD z homeopatii; leczenie tradycyjne jest refundowane dla osób ubezpieczonych (praktycznie tylko urzędnicy państwowi i nieliczne osoby spoza tej grupy są ubezpieczone).
- Japonia[15] – homeopatia powoli staje się bardziej znana Japończykom; w 2000 powstało Stowarzyszenie Japońskich Lekarzy na rzecz Homeopatii (JPSH), które zrzesza 176 lekarzy, 61 weterynarzy, 25 dentystów i 14 farmaceutów; w 2001 zapoczątkowano 3-letnie kursy dokształcające dla lekarzy; preparaty homeopatyczne nie zostały zakwalifikowane jako leki przez Ministerstwo Zdrowia; brakuje regulacji prawnych; terapia i preparaty homeopatyczne nie są refundowane przez ubezpieczalnię; zrzeszenie czyni starania, aby homeopatia została oficjalnie uznana za metodę leczniczą.
- Pakistan – homeopatia jest szeroko stosowana, akceptowana i została włączona do narodowego systemu zdrowotnego; akt z 1965 wprowadził tytuł doktora homeopatii zastrzeżony dla zarejestrowanych homeopatów; nauczanie homeopatii mogą prowadzić jedynie oficjalne placówki, a 4-letnią naukę kończy egzamin kwalifikacyjny; specjalny organ czuwa nad poziomem nauczania oraz spełnianiem wymogów rejestracji dla homeopatów; 76 wydziałów homeopatycznych współpracuje z klinikami i szpitalami.
- Sri Lanka – w 1970 uznana za terapię medyczną, a od 1979 objęta regulacjami prawnymi i opieką rady działającej przy Ministerstwie Zdrowia.

## Ameryka Południowa[1]
- Argentyna – legalnie mogą praktykować homeopatię jedynie dyplomowani lekarze; około 3000 lekarzy i 500 farmaceutów zajmuje się zawodowo homeopatią.
- Ekwador – homeopatia została uznana przez rząd za metodę leczniczą w 1983, od 1988 federacja lekarzy zaczęła akceptować homeopatię jako specjalizację lekarską.
- Brazylia – homeopatia została oficjalnie uznana i włączona do narodowego systemu opieki zdrowotnej w 1988; uzyskanie specjalizacji homeopatycznej przez lekarza wymaga ukończenia 1200-godzinnego kursu teoretyczno-praktycznego; szacunkowo homeopatię praktykuje 12 000 lekarzy i 200 homeopatycznych weterynarzy.
- Wenezuela – dyplomowani lekarze mogą praktykować homeopatię dopiero po ukończeniu podyplomowych, specjalistycznych studiów homeopatycznych.

## Ameryka Środkowa[1]
- Kuba – w 1992 homeopatia została uznana przez Ministerstwo Zdrowia; coraz więcej lekarzy stosuje preparaty homeopatyczne; apteki oferujące preparaty homeopatyczne można spotkać w całym kraju; szkoły medyczne i farmaceutyczne oferują kursy homeopatyczne dla początkujących i zaawansowanych.
- Nikaragua – uniwersytety popierają zalegalizowanie homeopatii i akceptują jej stosowanie przez lekarzy medycyny.

## Australia[16][17]
Homeopatia przybyła na ten kontynent wraz z pierwszymi białymi osadnikami około 1840; od 1999 profesjonalni homeopaci są zarejestrowani w niezależnym, narodowym rejestrze, nad którym czuwa m.in. rząd federalny; zarejestrowani homeopaci spełniają wymogi edukacyjne określone w akcie rządowym  HLT07 i są uznawani przez większość dużych systemów ubezpieczeń zdrowotnych.

## Nowa Zelandia[1][18]
Uznana przez rząd; praktykowanie homeopatii reguluje common law, na wzór Wielkiej Brytanii. The New Zealand Council of Homeopaths liczy około 150 członków, w tym lekarzy praktyków i weterynarzy; cztery apteki produkują preparaty homeopatyczne dostępne w innych sklepach z lekami.